# Giải vô địch bóng đá nữ thế giới 2019 (Bảng E)
Bảng E của giải vô địch bóng đá nữ thế giới 2019 sẽ diễn ra từ ngày 10 đến ngày 20 tháng 6 năm 2019. Bảng này bao gồm Cameroon, Canada, Hà Lan và New Zealand. Hai đội hàng đầu, có thể cùng với đội xếp thứ ba (nếu họ được xếp hạng với tư cách là 1 trong số 4 đội tốt nhất), sẽ giành quyền vào vòng 16 đội.

## Các đội tuyển
| Vị trí bốc thăm | Đội tuyển   | Nhóm | Liên đoàn | Phương pháp vượt qua vòng loại                         | Ngày vượt qua vòng loại | Tham dự chung kết | Tham dự cuối cùng | Thành tích tốt nhất lần trước      | Bảng xếp hạng FIFA | Bảng xếp hạng FIFA |
| Vị trí bốc thăm | Đội tuyển   | Nhóm | Liên đoàn | Phương pháp vượt qua vòng loại                         | Ngày vượt qua vòng loại | Tham dự chung kết | Tham dự cuối cùng | Thành tích tốt nhất lần trước      | Tháng 12-2018      | Tháng 6-2019       |
| --------------- | ----------- | ---- | --------- | ------------------------------------------------------ | ----------------------- | ----------------- | ----------------- | ---------------------------------- | ------------------ | ------------------ |
| E1              | Canada      | 1    | CONCACAF  | Á quân giải vô địch bóng đá nữ Bắc, Trung Mỹ và Caribe | 14 tháng 10 năm 2018    | 7 lần             | 2015              | Hạng 4 (2003)                      | 5                  | 5                  |
| E2              | Cameroon    | 4    | CAF       | Hạng 3 Cúp bóng đá nữ các quốc gia châu Phi            | 30 tháng 11 năm 2018    | 2 lần             | 2015              | Vòng 16 đội (2015)                 | 46                 | 46                 |
| E3              | New Zealand | 3    | OFC       | Vô địch Cúp bóng đá nữ các quốc gia châu Đại Dương     | 1 tháng 12 năm 2018     | 5 lần             | 2015              | Vòng bảng (1991, 2007, 2011, 2015) | 19                 | 19                 |
| E4              | Hà Lan      | 2    | UEFA      | Thắng play-off UEFA                                    | 13 tháng 11 năm 2018    | 2 lần             | 2015              | Vòng 16 đội (2015)                 | 7                  | 8                  |

Ghi chú
1. ↑  Bảng xếp hạng của tháng 12 năm 2018 đã được sử dụng để hạt giống cho bốc thăm chung kết.

## Bảng xếp hạng
| VT | Đội         | ST | T | H | B | BT | BB | HS | Đ | Giành quyền tham dự                     |
| -- | ----------- | -- | - | - | - | -- | -- | -- | - | --------------------------------------- |
| 1  | Hà Lan      | 3  | 3 | 0 | 0 | 6  | 2  | +4 | 9 | Giành quyền vào vòng đấu loại trực tiếp |
| 2  | Canada      | 3  | 2 | 0 | 1 | 4  | 2  | +2 | 6 | Giành quyền vào vòng đấu loại trực tiếp |
| 3  | Cameroon    | 3  | 1 | 0 | 2 | 3  | 5  | −2 | 3 | Giành quyền vào vòng đấu loại trực tiếp |
| 4  | New Zealand | 3  | 0 | 0 | 3 | 1  | 5  | −4 | 0 |                                         |

Trong vòng 16 đội:
- Đội nhất bảng E sẽ giành quyền thi đấu với đội nhì bảng D.
- Đội nhì bảng E sẽ giành quyền thi đấu với đội nhì bảng F.
- Đội xếp thứ ba của bảng E có thể giành quyền thi đấu với đội nhất bảng A hoặc bảng D (nếu 1 trong số 4 đội xếp thứ ba tốt nhất).

## Các trận đấu
Tất cả thời gian được liệt kê là giờ địa phương, CEST (UTC+2).

### Canada v Cameroon
| Canada         | 1–0      | Cameroon |
| -------------- | -------- | -------- |
| - Buchanan 45' | Chi tiết |          |

| Canada | Cameroon |

| TM                      | 1  | Stephanie Labbé        |  |     |
| HV                      | 10 | Ashley Lawrence        |  |     |
| HV                      | 3  | Kadeisha Buchanan      |  |     |
| HV                      | 4  | Shelina Zadorsky       |  |     |
| HV                      | 2  | Allysha Chapman        |  |     |
| TV                      | 15 | Nichelle Prince        |  | 75' |
| TV                      | 11 | Desiree Scott          |  |     |
| TV                      | 13 | Sophie Schmidt         |  |     |
| TV                      | 16 | Janine Beckie          |  |     |
| TĐ                      | 12 | Christine Sinclair (c) |  |     |
| TĐ                      | 17 | Jessie Fleming         |  |     |
| Vào thay người:         |    |                        |  |     |
| TĐ                      | 6  | Deanne Rose            |  | 75' |
| Huấn luyện viên trưởng: |    |                        |  |     |
| Kenneth Heiner-Møller   |    |                        |  |     |

| TM                      | 1  | Annette Ngo Ndom      |     |     |
| HV                      | 11 | Aurelle Awona         |     |     |
| HV                      | 2  | Christine Manie (c)   |     |     |
| HV                      | 6  | Estelle Johnson       |     |     |
| HV                      | 4  | Yvonne Leuko          |     |     |
| HV                      | 12 | Claudine Meffometou   |     |     |
| TV                      | 3  | Ajara Nchout          |     | 67' |
| TV                      | 8  | Raissa Feudjio        |     |     |
| TV                      | 10 | Jeannette Yango       |     | 82' |
| TV                      | 7  | Gabrielle Onguéné     |     |     |
| TĐ                      | 19 | Marlyse Ngo Ndoumbouk | 37' | 68' |
| Vào thay người:         |    |                       |     |     |
| TĐ                      | 18 | Henriette Akaba       |     | 67' |
| TĐ                      | 17 | Gaëlle Enganamouit    | 74' | 68' |
| TV                      | 13 | Charlène Meyong       |     | 82' |
| Huấn luyện viên trưởng: |    |                       |     |     |
| Alain Djeumfa           |    |                       |     |     |

| Cầu thủ xuất sắc nhất trận: Kadeisha Buchanan (Canada) Trợ lý trọng tài: Hong Kum-nyo (Triều Tiên) Kim Kyoung-min (Hàn Quốc) Trọng tài bàn: Tần Lương (Trung Quốc) Trọng tài sau cầu môn: Lee Seul-gi (Hàn Quốc) Trợ lý trọng tài video: Massimiliano Irrati (Ý) Giám sát trợ lý trọng tài video: Mohammed Abdulla Hassan Mohamed (UAE) Sian Massey-Ellis (Anh) |

### New Zealand v Hà Lan
| New Zealand | 0–1      | Hà Lan        |
| ----------- | -------- | ------------- |
|             | Chi tiết | - Roord 90+2' |

| New Zealand | Hà Lan |

| TM                      | 1  | Erin Nayler      |  |     |
| HV                      | 4  | Catherine Bott   |  |     |
| HV                      | 6  | Rebekah Stott    |  |     |
| HV                      | 8  | Abby Erceg       |  |     |
| HV                      | 7  | Ali Riley (c)    |  |     |
| TV                      | 2  | Ria Percival     |  |     |
| TV                      | 14 | Katie Bowen      |  |     |
| TV                      | 13 | Rosie White      |  | 73' |
| TV                      | 12 | Betsy Hassett    |  | 67' |
| TV                      | 22 | Olivia Chance    |  |     |
| TĐ                      | 11 | Sarah Gregorius  |  | 73' |
| Vào thay người:         |    |                  |  |     |
| TV                      | 10 | Annalie Longo    |  | 67' |
| TĐ                      | 19 | Paige Satchell   |  | 73' |
| TĐ                      | 17 | Hannah Wilkinson |  | 73' |
| Huấn luyện viên trưởng: |    |                  |  |     |
| Tom Sermanni            |    |                  |  |     |

| TM                      | 1  | Sari van Veenendaal (c) |  |     |
| HV                      | 2  | Desiree van Lunteren    |  |     |
| HV                      | 3  | Stefanie van der Gragt  |  |     |
| HV                      | 20 | Dominique Bloodworth    |  |     |
| HV                      | 5  | Kika van Es             |  | 70' |
| TV                      | 14 | Jackie Groenen          |  | 75' |
| TV                      | 10 | Daniëlle van de Donk    |  |     |
| TV                      | 8  | Sherida Spitse          |  |     |
| TĐ                      | 7  | Shanice van de Sanden   |  | 86' |
| TĐ                      | 9  | Vivianne Miedema        |  |     |
| TĐ                      | 11 | Lieke Martens           |  |     |
| Vào thay người:         |    |                         |  |     |
| HV                      | 4  | Merel van Dongen        |  | 70' |
| TV                      | 19 | Jill Roord              |  | 75' |
| TĐ                      | 21 | Lineth Beerensteyn      |  | 86' |
| Huấn luyện viên trưởng: |    |                         |  |     |
| Sarina Wiegman          |    |                         |  |     |

| Cầu thủ xuất sắc nhất trận: Lieke Martens (Hà Lan) Trợ lý trọng tài: Neuza Back (Brasil) Tatiane Sacilotti (Brasil) Trọng tài bàn: María Carvajal (Chile) Trọng tài sau cầu môn: Mónica Amboya (Ecuador) Trợ lý trọng tài video: Carlos del Cerro Grande (Tây Ban Nha) Giám sát trợ lý trọng tài video: Tiago Martins (Bồ Đào Nha) Felisha Mariscal (Hoa Kỳ) |

### Hà Lan v Cameroon
| Hà Lan                              | 3–1      | Cameroon      |
| ----------------------------------- | -------- | ------------- |
| - Miedema 41', 85' - Bloodworth 48' | Chi tiết | - Onguéné 43' |

| Hà Lan | Cameroon |

| TM                      | 1  | Sari van Veenendaal (c) |  |     |
| HV                      | 2  | Desiree van Lunteren    |  |     |
| HV                      | 20 | Dominique Bloodworth    |  |     |
| HV                      | 6  | Anouk Dekker            |  |     |
| HV                      | 5  | Kika van Es             |  | 86' |
| TV                      | 8  | Sherida Spitse          |  |     |
| TV                      | 10 | Daniëlle van de Donk    |  | 71' |
| TV                      | 14 | Jackie Groenen          |  |     |
| TĐ                      | 7  | Shanice van de Sanden   |  | 66' |
| TĐ                      | 9  | Vivianne Miedema        |  |     |
| TĐ                      | 11 | Lieke Martens           |  |     |
| Vào thay người:         |    |                         |  |     |
| TĐ                      | 21 | Lineth Beerensteyn      |  | 66' |
| TV                      | 19 | Jill Roord              |  | 71' |
| HV                      | 4  | Merel van Dongen        |  | 86' |
| Huấn luyện viên trưởng: |    |                         |  |     |
| Sarina Wiegman          |    |                         |  |     |

| TM                      | 1  | Annette Ngo Ndom      |     |     |
| HV                      | 4  | Yvonne Leuko          |     |     |
| HV                      | 2  | Christine Manie (c)   | 14' |     |
| HV                      | 6  | Estelle Johnson       |     |     |
| HV                      | 8  | Raissa Feudjio        | 68' |     |
| HV                      | 12 | Claudine Meffometou   |     |     |
| TV                      | 22 | Michaela Abam         |     | 60' |
| TV                      | 10 | Jeannette Yango       |     |     |
| TV                      | 20 | Genevieve Ngo Mbeleck | 37' | 66' |
| TV                      | 7  | Gabrielle Onguéné     |     |     |
| TĐ                      | 17 | Gaëlle Enganamouit    |     | 75' |
| Vào thay người:         |    |                       |     |     |
| TĐ                      | 3  | Ajara Nchout          |     | 60' |
| TV                      | 13 | Charlène Meyong       |     | 66' |
| TĐ                      | 18 | Henriette Akaba       |     | 75' |
| Huấn luyện viên trưởng: |    |                       |     |     |
| Alain Djeumfa           |    |                       |     |     |

| Cầu thủ xuất sắc nhất trận: Vivianne Miedema (Hà Lan) Trợ lý trọng tài: Lee Seul-gi (Hàn Quốc) Hagio Maiko (Nhật Bản) Trọng tài: Ekaterina Koroleva (Hoa Kỳ) Trọng tài sau cầu môn: Mária Súkeníková (Slovakia) Trợ lý trọng tài video: Paolo Valeri (Ý) Giám sát trợ lý trọng tài video: Mauro Vigliano (Argentina) Mayte Chávez (México) |

### Canada v New Zealand
| Canada                     | 2–0      | New Zealand |
| -------------------------- | -------- | ----------- |
| - Fleming 48' - Prince 79' | Chi tiết |             |

| Canada | New Zealand |

| TM                      | 1  | Stephanie Labbé        |  |     |
| HV                      | 8  | Jayde Riviere          |  | 75' |
| HV                      | 3  | Kadeisha Buchanan      |  |     |
| HV                      | 4  | Shelina Zadorsky       |  |     |
| HV                      | 10 | Ashley Lawrence        |  |     |
| TV                      | 15 | Nichelle Prince        |  | 84' |
| TV                      | 11 | Desiree Scott          |  |     |
| TV                      | 13 | Sophie Schmidt         |  |     |
| TV                      | 16 | Janine Beckie          |  | 83' |
| TĐ                      | 12 | Christine Sinclair (c) |  |     |
| TĐ                      | 17 | Jessie Fleming         |  |     |
| Vào thay người:         |    |                        |  |     |
| HV                      | 2  | Allysha Chapman        |  | 75' |
| HV                      | 5  | Rebecca Quinn          |  | 83' |
| TĐ                      | 19 | Adriana Leon           |  | 84' |
| Huấn luyện viên trưởng: |    |                        |  |     |
| Kenneth Heiner-Møller   |    |                        |  |     |

| TM                      | 1  | Erin Nayler     |  |     |
| HV                      | 4  | Catherine Bott  |  | 18' |
| HV                      | 6  | Rebekah Stott   |  |     |
| HV                      | 8  | Abby Erceg      |  |     |
| HV                      | 7  | Ali Riley (c)   |  |     |
| TV                      | 22 | Olivia Chance   |  |     |
| TV                      | 2  | Ria Percival    |  |     |
| TV                      | 14 | Katie Bowen     |  |     |
| TV                      | 12 | Betsy Hassett   |  | 85' |
| TĐ                      | 11 | Sarah Gregorius |  | 62' |
| TĐ                      | 13 | Rosie White     |  |     |
| Vào thay người:         |    |                 |  |     |
| TV                      | 10 | Annalie Longo   |  | 18' |
| HV                      | 3  | Anna Green      |  | 62' |
| TĐ                      | 9  | Emma Kete       |  | 85' |
| Huấn luyện viên trưởng: |    |                 |  |     |
| Tom Sermanni            |    |                 |  |     |

| Cầu thủ xuất sắc nhất trận: Jessie Fleming (Canada) Trợ lý trọng tài: Teshirogi Naomi (Nhật Bản) Bozono Makoto (Nhật Bản) Trọng tài bàn: Kate Jacewicz (Úc) Trọng tài sau cầu môn: Sanja Rođak-Karšić (Croatia) Trợ lý trọng tài video: José María Sánchez Martínez (Tây Ban Nha) Giám sát trợ lý trọng tài video: Paweł Gil (Ba Lan) Kathryn Nesbitt (Hoa Kỳ) |

### Hà Lan v Canada
| Hà Lan                         | 2–1      | Canada         |
| ------------------------------ | -------- | -------------- |
| - Dekker 54' - Beerensteyn 75' | Chi tiết | - Sinclair 60' |

| Hà Lan | Canada |

| TM                      | 1  | Sari van Veenendaal (c) |     |     |
| HV                      | 2  | Desiree van Lunteren    |     |     |
| HV                      | 6  | Anouk Dekker            | 23' |     |
| HV                      | 20 | Dominique Bloodworth    |     |     |
| HV                      | 4  | Merel van Dongen        |     |     |
| TV                      | 8  | Sherida Spitse          |     | 70' |
| TV                      | 10 | Daniëlle van de Donk    |     | 87' |
| TV                      | 14 | Jackie Groenen          |     |     |
| TĐ                      | 7  | Shanice van de Sanden   |     |     |
| TĐ                      | 9  | Vivianne Miedema        |     |     |
| TĐ                      | 11 | Lieke Martens           |     | 70' |
| Vào thay người:         |    |                         |     |     |
| TV                      | 19 | Jill Roord              | 90' | 70' |
| TĐ                      | 21 | Lineth Beerensteyn      |     | 70' |
| TĐ                      | 13 | Renate Jansen           |     | 87' |
| Huấn luyện viên trưởng: |    |                         |     |     |
| Sarina Wiegman          |    |                         |     |     |

| TM                      | 1  | Stephanie Labbé        |     |     |
| HV                      | 10 | Ashley Lawrence        |     |     |
| HV                      | 3  | Kadeisha Buchanan      | 38' |     |
| HV                      | 4  | Shelina Zadorsky       |     |     |
| HV                      | 2  | Allysha Chapman        |     | 69' |
| TV                      | 17 | Jessie Fleming         |     |     |
| TV                      | 11 | Desiree Scott          |     | 79' |
| TV                      | 13 | Sophie Schmidt         |     |     |
| TĐ                      | 9  | Jordyn Huitema         |     |     |
| TĐ                      | 12 | Christine Sinclair (c) |     | 68' |
| TĐ                      | 16 | Janine Beckie          |     |     |
| Vào thay người:         |    |                        |     |     |
| TĐ                      | 19 | Adriana Leon           |     | 68' |
| HV                      | 8  | Jayde Riviere          |     | 69' |
| HV                      | 5  | Rebecca Quinn          | 80' | 79' |
| Huấn luyện viên trưởng: |    |                        |     |     |
| Kenneth Heiner-Møller   |    |                        |     |     |

| Cầu thủ xuất sắc nhất trận: Christine Sinclair (Canada) Trợ lý trọng tài: Manuela Nicolosi (Pháp) Michelle O'Neill (Ireland) Trọng tài bàn: Salima Mukansanga (Rwanda) Trọng tài sau cầu môn: Stephanie-Dale Yee Sing (Jamaica) Trợ lý trọng tài video: Felix Zwayer (Đức) Giám sát trợ lý trọng tài video: Sascha Stegemann (Đức) Neuza Back (Brasil) |

### Cameroon v New Zealand
| Cameroon            | 2–1      | New Zealand        |
| ------------------- | -------- | ------------------ |
| - Nchout 57', 90+5' | Chi tiết | - Awona 80' (l.n.) |

| Cameroon | New Zealand |

| TM                      | 1  | Annette Ngo Ndom      |     |     |
| HV                      | 4  | Yvonne Leuko          |     |     |
| HV                      | 5  | Augustine Ejangue     |     |     |
| HV                      | 6  | Estelle Johnson       |     |     |
| HV                      | 8  | Raissa Feudjio        |     |     |
| HV                      | 11 | Aurelle Awona         |     |     |
| TV                      | 22 | Michaela Abam         |     |     |
| TV                      | 3  | Ajara Nchout          |     |     |
| TV                      | 10 | Jeannette Yango       |     | 84' |
| TV                      | 7  | Gabrielle Onguéné (c) |     |     |
| TĐ                      | 17 | Gaëlle Enganamouit    |     | 54' |
| Vào thay người:         |    |                       |     |     |
| TĐ                      | 21 | Alexandra Takounda    | 69' | 54' |
| TV                      | 14 | Ninon Abena           |     | 84' |
| Huấn luyện viên trưởng: |    |                       |     |     |
| Alain Djeumfa           |    |                       |     |     |

| TM                      | 1  | Erin Nayler      |     |     |
| HV                      | 6  | Rebekah Stott    |     |     |
| HV                      | 8  | Abby Erceg       |     |     |
| HV                      | 3  | Anna Green       | 68' | 68' |
| HV                      | 14 | Katie Bowen      |     |     |
| HV                      | 7  | Ali Riley (c)    |     |     |
| TV                      | 2  | Ria Percival     |     |     |
| TV                      | 16 | Katie Duncan     |     | 68' |
| TV                      | 22 | Olivia Chance    |     | 88' |
| TĐ                      | 11 | Sarah Gregorius  |     |     |
| TĐ                      | 13 | Rosie White      |     |     |
| Vào thay người:         |    |                  |     |     |
| TV                      | 12 | Betsy Hassett    |     | 68' |
| TĐ                      | 17 | Hannah Wilkinson |     | 68' |
| TV                      | 10 | Annalie Longo    |     | 88' |
| Huấn luyện viên trưởng: |    |                  |     |     |
| Tom Sermanni            |    |                  |     |     |

| Cầu thủ xuất sắc nhất trận: Ajara Nchout (Cameroon) Trợ lý trọng tài: Maryna Striletska (Ukraina) Oleksandra Ardasheva (Ukraina) Trọng tài bàn: Sandra Braz (Bồ Đàn Nha) Trọng tài sau cầu môn: Julia Magnusson (Thụy Điển) Trợ lý trọng tài video: Massimiliano Irrati (Ý) Giám sát trợ lý trọng tài video: Bastian Dankert (Đức) Lisa Rashid (Anh) |